# Савва (митрополит Варшавский)
Митрополит Савва (пол. Metropolita Sawa, в миру Михал Грыцуняк, пол. Michał Hrycuniak; 15 апреля 1938, Снятыче) — епископ Польской православной церкви, профессор теологии, бригадный генерал. Блаженнейший Митрополит Варшавский и всея Польши (с 31 мая 1998 года).

## Биография
Родился в Снятыче в Замойском повяте в православной семье Владимира Грыцуняка и Натальи, урождённой Винник. Когда будущему митрополиту был год, его родители перешли в католичество от своего имени и несовершеннолетнего сына, в приходе в Дубе. Произошло это в период, когда на православных жителей указанного прихода оказывалось сильное давление, чтобы они переходили в католицизм. Однако большая часть этих переходов оказалась формальными и недолговечными.
Осиротел в возрасте двух лет, потеряв отца, с тех пор его воспитывали мать и бабушка. Когда во время немецкой оккупации в его родном месте была открыта церковь святого Иоанна Крестителя, которая была закрыта в межвоенный период, Наталья Грыцуняк и её сын начали в неё ходить. Вместе с матерью он избежал выселения, которому подлежало в 1944—1946 годах украинское население, быть может, благодаря поступлению его дяди в армию. Первоначально учился в начальной школе в своём родном Снятыче, а затем в Хожуве. Там отучился два года в средней школе, после чего решил получить образование в православной семинарии.
В 1957 году окончил Варшавскую Православную духовную семинарию. Как студент он был иподиаконом митрополита Варшавского и всей Польши Макария. В 1961 году окончил Варшавскую христианскую богословскую академию со степенью магистра богословия, защитил дипломную работу, посвящённую третьему миссионерскому путешествию апостола Павла.
В 1961—1979 годах преподавал в Варшавской Православной духовной семинарии. C 1974 года вступил на должность ректора этого учебного заведения. С 1962 года и по настоящее время преподаёт в Христианской Богословской Академии.
27 сентября 1964 году архиепископом Георгием (Коренистовым) был рукоположён в сан диакона.

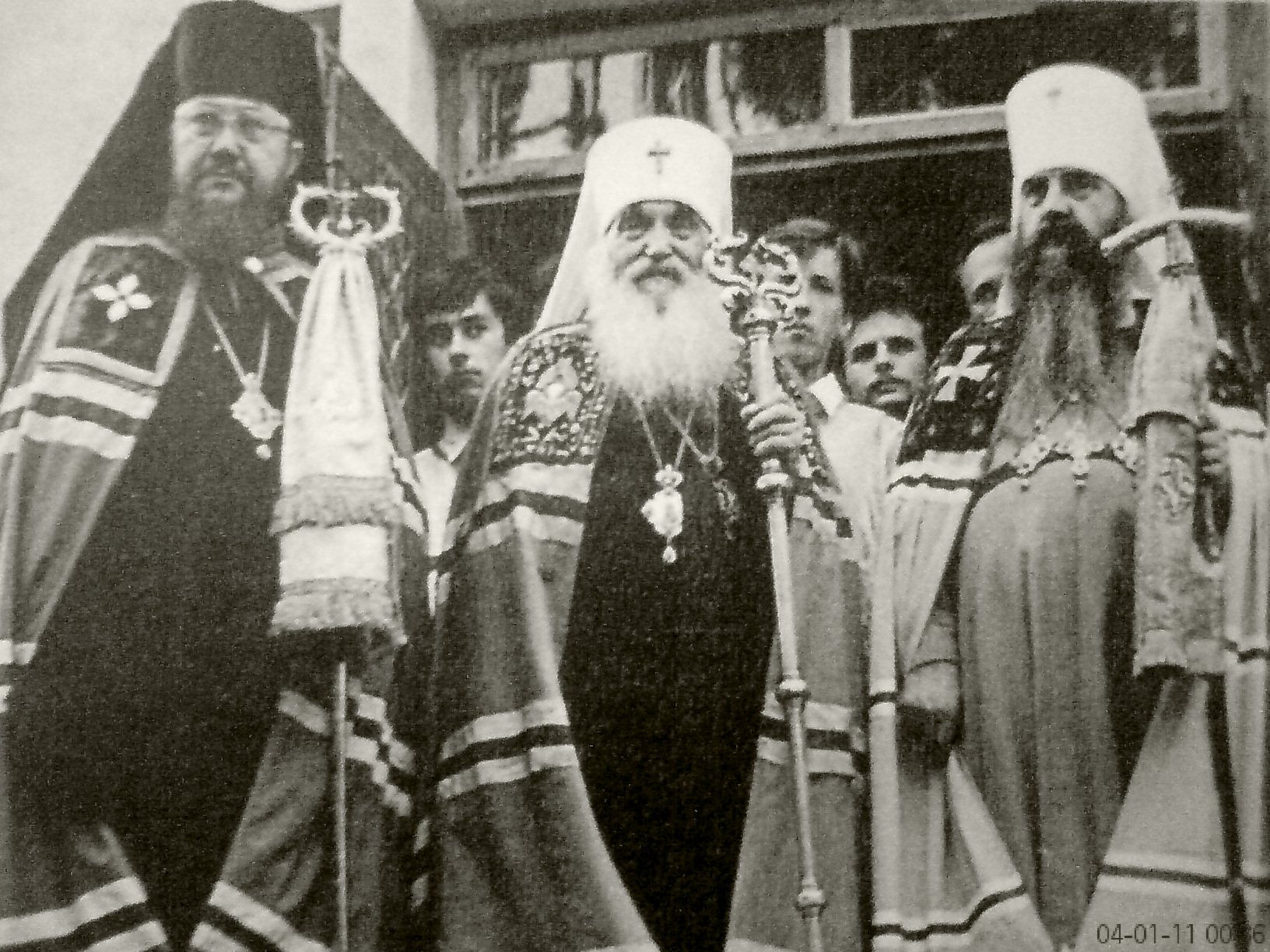
Архиепископ Белостокский Савва, митрополит Варшавский и всея Польши Василий и митрополит Минский и Белорусский Филарет, 1980-е годы

В 1966 году на Богословском факультете Сербской Православной Церкви в Белграде получил степень доктора богословия.
6 февраля того же года в сербском монастыре Раковица принял монашеский постриг с именем Савва в честь святителя Саввы Сербского и на следующий день, 7 февраля, был рукоположён во иеромонаха.
C 1966 по 1970 год занимал должность директора канцелярии митрополита Варшавского и всея Польши Василия.
В 1970 году был возведён в сан архимандрита и становится наместником Яблочинского Свято-Онуфринского монастыря. В 1974—1979 годы занимал должность ректора Высшей Православной Духовной Семинарии, расположенной в этом монастыре.
С 1977 года — руководитель православного отделения Академии христианской теологии в Варшаве.
В 1978 году — получил степень доктора православного догматического богословия и звание доцента и назначен заведующим кафедрой догматического и нравственного богословия в ХБА.

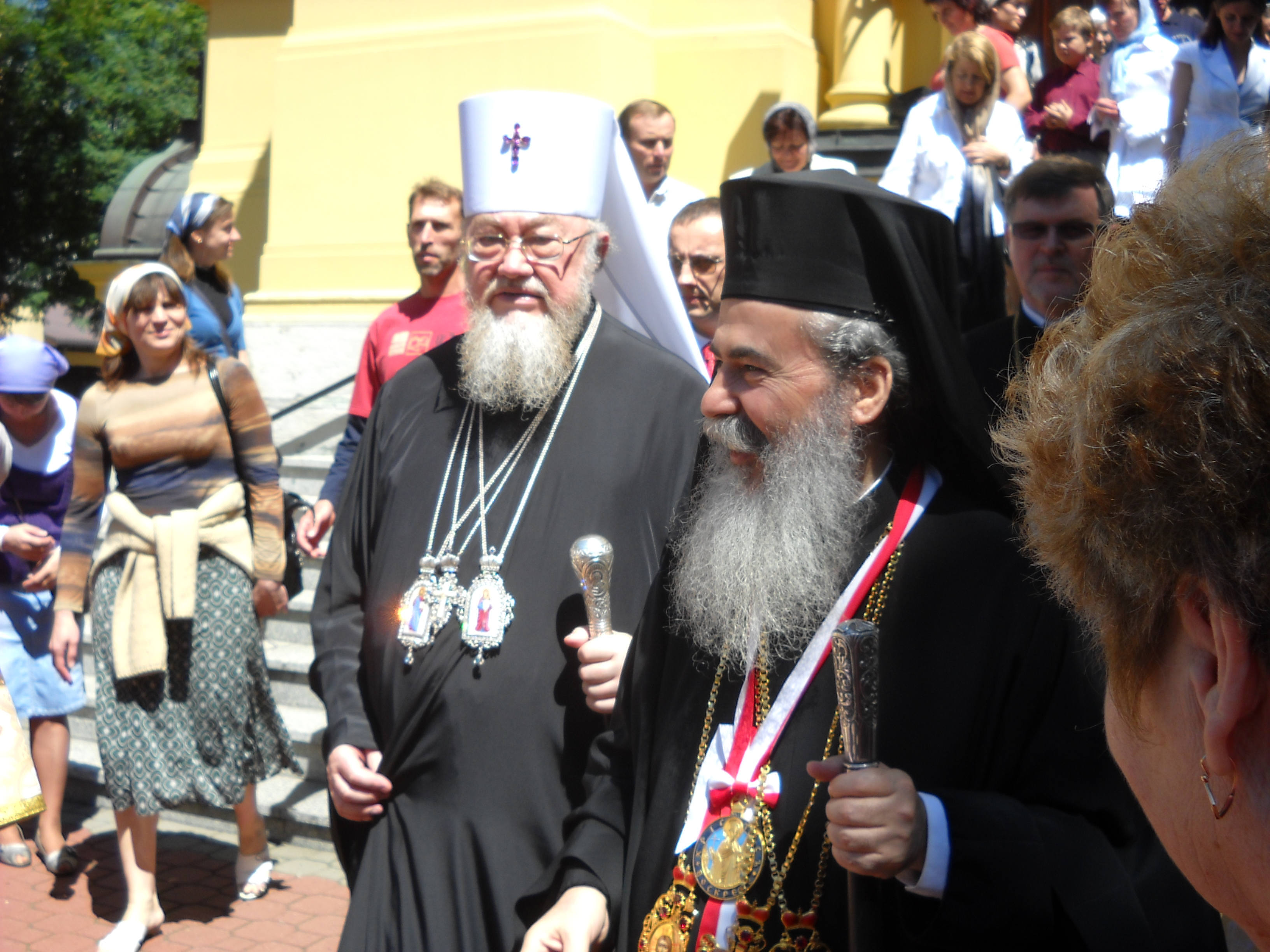
C патриархом Иерусалимским Феофилом III. 2010 год

25 ноября 1979 года рукоположён во епископа и назначен на Лодзинско-Познанскую кафедру.
С 1981 года переведён на Белостокско-Гданьскую кафедру.
С 1984 по 1990 год занимал должность ректора Христианской Богословской Академии.
18 апреля 1987 году возведён в сан архиепископа.
В 1990 году получил звание профессора богословия.
С 16 мая 1994 года — Православный ординарий Войска Польского. С 1996 года — бригадный генерал.
12 мая 1998 года избран предстоятелем Польской православной церкви. 31 мая в Варшавском кафедральном соборе святой Марии Магдалины состоялась интронизация нового предстоятеля Польской православной церкви.
С 16 по 19 сентября 2012 года по приглашению предстоятеля Польской православной церкви Польшу с официальным визитом посетил Патриарх Кирилл, который встречался не только с представителями православной церкви, но и с представителями католического большинства.
Кульминацией визита стало подписание с главой польских католиков архиепископом Юзефом Михаликом совместного Послания народам России и Польши о примирении.

## Работа на спецслужбыкоммунистической Польшив 1966—1989 гг.
Польские историки Института национальной памяти Кшиштоф Сихович и Мариуш Кшиштофинский, проанализировав сохранившееся досье Саввы, обнаружили, что в 1965 году он записался кандидатом в сексоты СБ МВД ПНР, куда был принят 12 сентября 1966, получив позывной — агент «Юрек». По признанию самого Саввы, тогда он принёс присягу ПНР начал и принимать деньги на агентурную работу от Управления по делам религий. В этот период участвовал сам и даже организовывал церковные встречи под патронатом своего куратора спецслужбы, шпионил за другими священниками.
В 1974 стал настоятелем Яблочинского монастыря. Шпионил за священником неоуниатской церкви Романом Пенткой в Костомлотах и приезжавшим в Яблечну православным клиром. В 1977 собирал информацию о связях и активности Всемирного совета церквей.
В 1981 был переведён на Белостокско-Гданьскую кафедру, предварительно написав в СБ донос на её настоятеля Никанора с предложением снять его с должности. Возглавление им кафедры привело к охлаждению отношений с «Солидарностью». По его заявлениям, его принцип заключался в лояльности любой власти независимо от её натуры. Поддержал ввод военного положения в Белостоке. Призывал верующих быть ответственными за судьбу отчизны и не идти против государственных принципов.
После разглашения этой информации, некоторые верующие потребовали от Саввы уйти, на что тот ответил, что любой грех может быть прощён покаянием и попросил прощения за грехи православного духовенства.

## Награды

### Государственные награды
- Командор ордена Возрождения Польши[19]
- Офицер ордена Возрождения Польши[19]
- Золотой крест Заслуги[19]
- Орден Палестинской автономии[19]
- Орден князя Ярослава Мудрого I степени (Украина, 27 июля 2013 года) — за выдающуюся церковную деятельность, направленную на подъём авторитета православия в мире, и по случаю празднования на Украине 1025-летия крещения Киевской Руси[20]
- Орден князя Ярослава Мудрого V степени (Украина, 2008) — за выдающийся вклад в утверждение добрососедских отношений между Украиной и Республикой Польши, многолетнюю плодотворную церковную деятельность[21]

### Церковные награды
- Орден святой Марии Магдалены (Польская православная церковь)[19]
- Орден святого равноапостольного великого князя Владимира I степени (РПЦ, 1998 год)[22]
- Орден святого благоверного князя Даниила Московского I степени с лентой (РПЦ, 2007 год)[23] — за вклад в укрепление братских связей между Русской и Польской православными церквами[24]
- Орден Славы и Чести I степени (РПЦ, 2013 год)[25]
- Орден Креста преподобной Евфросинии, игуменьи Полоцкой (Белорусский экзархат Московского Патриархата, 2002 год)[26]
- Орден «Алгыс» (2017 год, Казахстанский митрополичий округ)[27]
- Большой крест ордена святого апостола Павла (Элладская православная церковь)
- Орден святого Саввы 1 степени (Сербская православная церковь)
- Орден Святого Иннокентия 1 степени (Американская православная церковь)[19]
- Орден Креста Гроба Господня 1 степени (Иерусалимская православная церковь)[19]
- Орден Святого царя Константина (Сербская Православная Церковь, 2013 год)[28]
- Орден преподобного Серафима Саровского I степени (РПЦ, 2018 год)[29]

### Почётные учёные степени

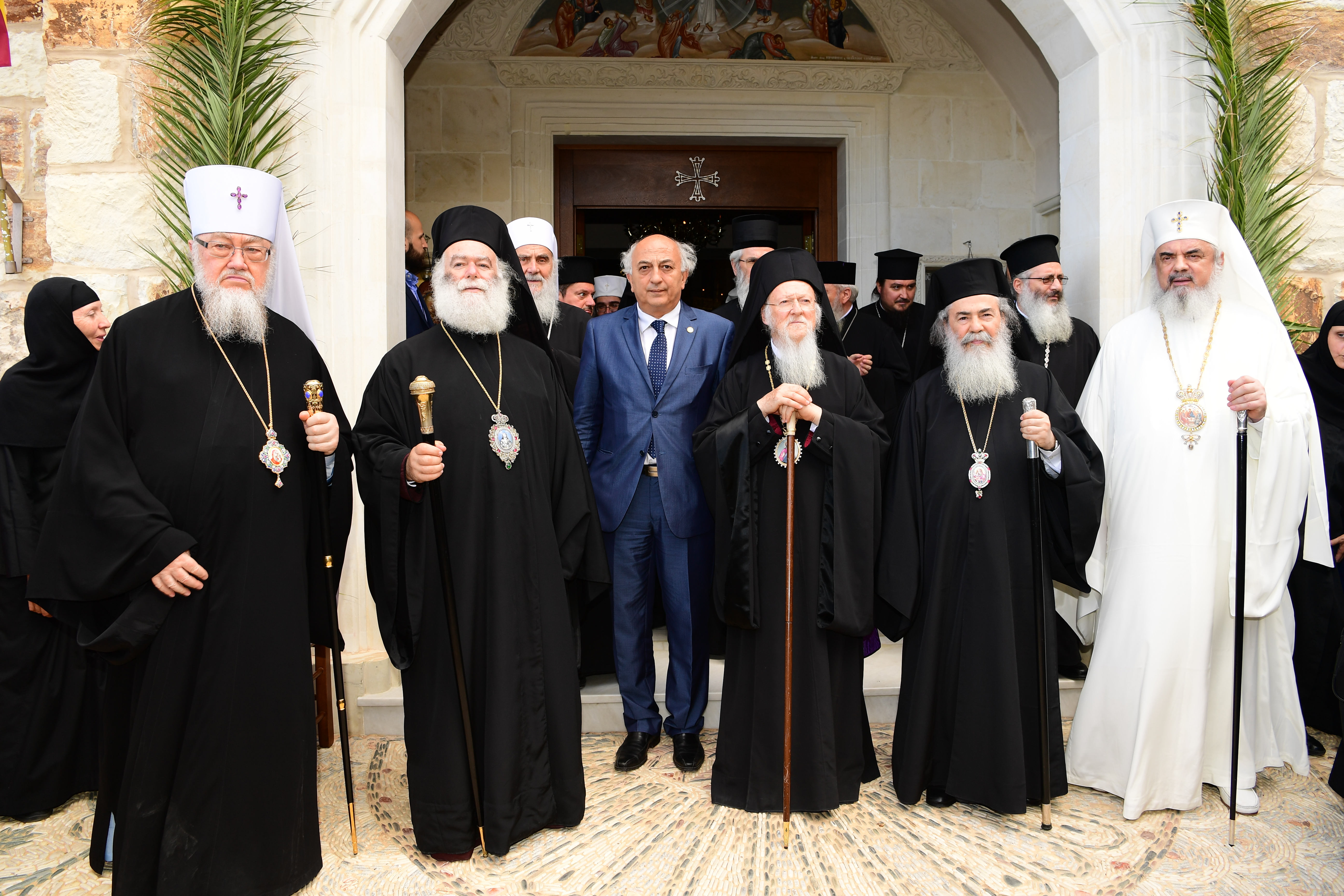
Митрополит Савва (первый слева) во время Критского собора в Ханье, 26 июня 2016

- Почётный доктор семинарии святого Владимира (США, 2000 год)[19]
- Почётный доктор Белостокского университета (Польша, 2001 год)[19]
- Почётный член Минской духовной академии (Белоруссия, 13 июня 2001 года)[26]
- Почётный доктор университета Салоников (Греция, 2002 год)[19]
- Почётный доктор богословия Киевской духовной академии (Украина, 30 мая 2008 года)[30]

### Иные награды
- Лауреат премии «За выдающуюся деятельность по укреплению единства православных народов» (2007 год) — за личный вклад в возрождение православия в Польше и преодолению религиозных расколов в обществе[31]